# Waldpark Cha-am
Der Waldpark Cha-am (Cha-am Forest Park) (Thai: วนอุทยานชะอำ) ist ein Waldschutzgebiet im Süden von Zentralthailand.

## Geschichte
Der Cha-am wurde am 4. März 1992 offiziell zu einem Schutzgebiet Thailands erklärt.

## Geographie
Der Cha-am erstreckt sich über den Landkreis Amphoe Cha-am in der Provinz Phetchaburi.
Der Cha-am umfasst eine Gesamtfläche von 0,6656 km² (416 Rai).